# Niepotrzebne skreślić
Niepotrzebne skreślić - debiutancki album studyjny polskiego rapera LJ Karwela. Wydawnictwo ukazało się 24 października 2014 roku nakładem wytwórni muzycznje Alkopoligamia.com w dystrybucji CD-Contact. Produkcji nagrań podjęli się: Stendhal Syndrome, R.A.U., Szogun, Grubz, Dar-O, Samplowany, Szejd oraz Kuba Knap. Wśród gości na płycie znaleźli się m.in. wokalistka zespołu Blow - Barbara "Flow" Adamczyk, gitarzysta Maciej Barski oraz raper Fifer.
Album zadebiutował na 14. miejscu zestawienia OLiS.

## Lista utworów
Opracowano na podstawie materiału źródłowego.
1. "Jeden" (wokal wspierający: Gruby Józek, produkcja: Stendhal Syndrome) - 2:59
2. "Gdzie są moje maupy?" (wokal wspierający: Gruby Józek, produkcja: R.A.U.) - 2:47
3. "Nienawidzę ludzi" (wokal wspierający: Gruby Józek, gitara: Maciej Barski, produkcja: Szogun) - 4:18
4. "Poczuć wolność" (gościnnie rap: Gruby Józek, Kuba Knap, produkcja: Grubz) - 4:32
5. "Nie ważne" (produkcja: Dar-O, wokal: Flow) - 3:07
6. "Tony" (wokal wspierający: Gruby Józek, produkcja: Dar-O) - 3:11
7. "Twój hero" (wokal wspierający: Gruby Józek, gościnnie rap: Ryfa Ri, produkcja: Stendhal Syndrome) - 3:47
8. "Zdolna półka" (wokal wspierający: Gruby Józek, produkcja: Stendhal Syndrome) - 2:59
9. "Od początku" (wokal wspierający: Flow, produkcja: Samplowany) - 4:26
10. "Sąsiedzi" (gościnnie rap: Fifer, produkcja: Szejd) - 4:17
11. "Kontroluj gadkę" (wokal wspierający: Gruby Józek, produkcja: Dar-O) - 3:26
12. "Rafał" (produkcja: Grubz) - 3:22
13. "Każdy z nas" (wokal wspierający: Gruby Józek, produkcja: Kuba Knap) - 3:45
14. "Małpie miasto" (produkcja: Stendhal Syndrome) - 3:03